# Goričica (Šentjur, Slovenija)
Goričica je naselje u slovenskoj Općini Šentjuru. Goričica se nalazi u pokrajini Štajerskoj i statističkoj regiji Savinjskoj. 

## Stanovništvo
Prema popisu stanovništva iz 2002. godine naselje je imalo 188 stanovnika.